# الشیخ ادریس
الشیخ ادریس (به عربی: الشیخ إدریس) یک روستا در سوریه است که در ناحیه سراقب واقع شده‌است. الشیخ ادریس ۳٬۸۸۱ نفر جمعیت دارد.